# David Evans (homme politique)
David Charles Evans, baron Evans de Watford (né le 30 novembre 1942) est un éditeur, entrepreneur et philanthrope britannique. A la Chambre des lords, il siège comme pair travailliste et occupe également des présidences de conseil d'administration dans l'édition, le conseil aux entreprises, la charité et la santé.

## Biographie
Evans fait ses études au Watford College of Technology et reçoit la médaille d'or Edward Hunter en tant que meilleur étudiant, ainsi que des qualifications complètes de technologie.
À la suite de la vente de Centurion Press, Evans fonde Sénat Publishing Ltd avec son partenaire commercial de 21 ans, Caroline Minshell. Sénat Publishing produit des plateformes d'édition et de communication pour les gouvernements, les grandes entreprises et les principales institutions financières.
Evans est administrateur du Royal Air Force Museum et est directeur de la Royal Air Force Museum Trading Company . Il est également président de l'Institute of Collaborative Working.
Evans a auparavant été conseiller principal de Ron Wahid, président d'Arcanum Global, une société mondiale de renseignement stratégique et une filiale de Magellan Investment Holdings.
Evans est créé pair à vie le 28 juillet 1998 en prenant le titre de baron Evans de Watford, de Chipperfield dans le comté de Hertfordshire.
En plus de sa carrière dans les affaires, Lord Evans est un défenseur et un partisan de la recherche sur le cancer, devenant co-président de «Pioneers for Prostate Cancer UK»  et soutenant d'autres fondations de recherche sur le cancer.